# Эрнст, Бритта
Бритта Эрнст (нем. Britta Ernst; род. 23 февраля 1961) — немецкий политик от Социал-демократической партии Германии, занимавшая пост министра образования Бранденбурга с 2017 по 2023 год. Также с 1997 по 2011 год она была депутатом парламента Гамбурга, с 2014 по 2017 год занимала пост министра школ Шлезвиг-Гольштейна, а в 2021 году была председателем Конференции земельных министров культуры Германии.

## Биография
Эрнст родилась 23 февраля 1961 года в Гамбурге. Окончив школу в 1980 году, работала в сфере недвижимости, затем окончила в 1992 году Гамбургскую высшую школу экономики и политики. Эрнст также является членом Фонда Фридриха Эберта и профсоюза ver.di.
Бритта была активным членом СДПГ с 1978 года, а с 1991 по 1993 год была депутатом районного собрания Альтоны. В 1993 году она была личным помощником сенатора Трауте Мюллер. С 1994 по 1997 год она была личным помощником сенатора Томаса Мирова. С 1997 по 2011 года она была депутатом Ландтага Гамбурга и представляла СДПГ в школьном комитете, научном комитете и специальном комитете по делам безпризорных детей. кроме того, она входила в состав комиссии Энкета по развитию школ.
С 2001 по 2006 год она была заместителем лидера парламентской фракции СДПГ в парламенте Гамбурга и представителем по вопросам школьной политики. Основное внимание она уделяла политике в области образования и образования, а также гендерному равенству. С 2006 по 2011 год она была парламентским менеджером своей парламентской группы. После местных выборов 24 февраля 2008 года, она была переизбрана в парламент Гамбурга в качестве члена парламента от избирательного округа Альтона. В сентябре 2009 года Ральф Штегнер пригласил ее присоединиться к «Будущей команде Шлезвиг-Гольштейна» на выборах в Шлезвиг-Гольштейне.
На выборах 2011 года она вновь была избрана в земельный парламент в качестве члена парламента Гамбурга по списку СДПГ, заняв 7 место в земельном списке. Ее муж Олаф Шольц был избран мэром города. 31 августа 2011 года она покинула парламент, чтобы занять должность руководителя парламентской фракции СДПГ в Бундестаге.
16 сентября 2014 года она была назначена министром школ и профессионального образования земли Шлезвиг-Гольштейн. После выборов в Шлезвиг-Гольштейне в 2017 году, произошла смена правительства, и Эрнст покинула свою должность министра.
28 сентября 2017 года она была назначена министром образования земли Бранденбург. В 2021 году она занимала пост президента конференции министров образования и культуры земель ФРГ. 17 апреля 2023 года она подала прошение об отставке премьер-министру Дитмару Войдке. За несколько недель до этого она оказалась под давлением из-за своих планов по решению проблемы нехватки учителей в Бранденбурге. Ее преемником стал бывший государственный секретарь Штеффен Фрайберг.
1 сентября 2024 года организация Action Reconciliation Service for Peace объявила о её назначении в Совет попечителей Центра встреч Освенцим / Аушвиц (IJBS), который она в будущем будет консультировать по вопросам образовательной и тематической ориентации.

## Личная жизнь
В 1998 году Эрнст вышла замуж за политика Олафа Шольца, который в 2021 году был избран канцлером Германии. Детей у них нет. Пара живёт в Потсдаме.

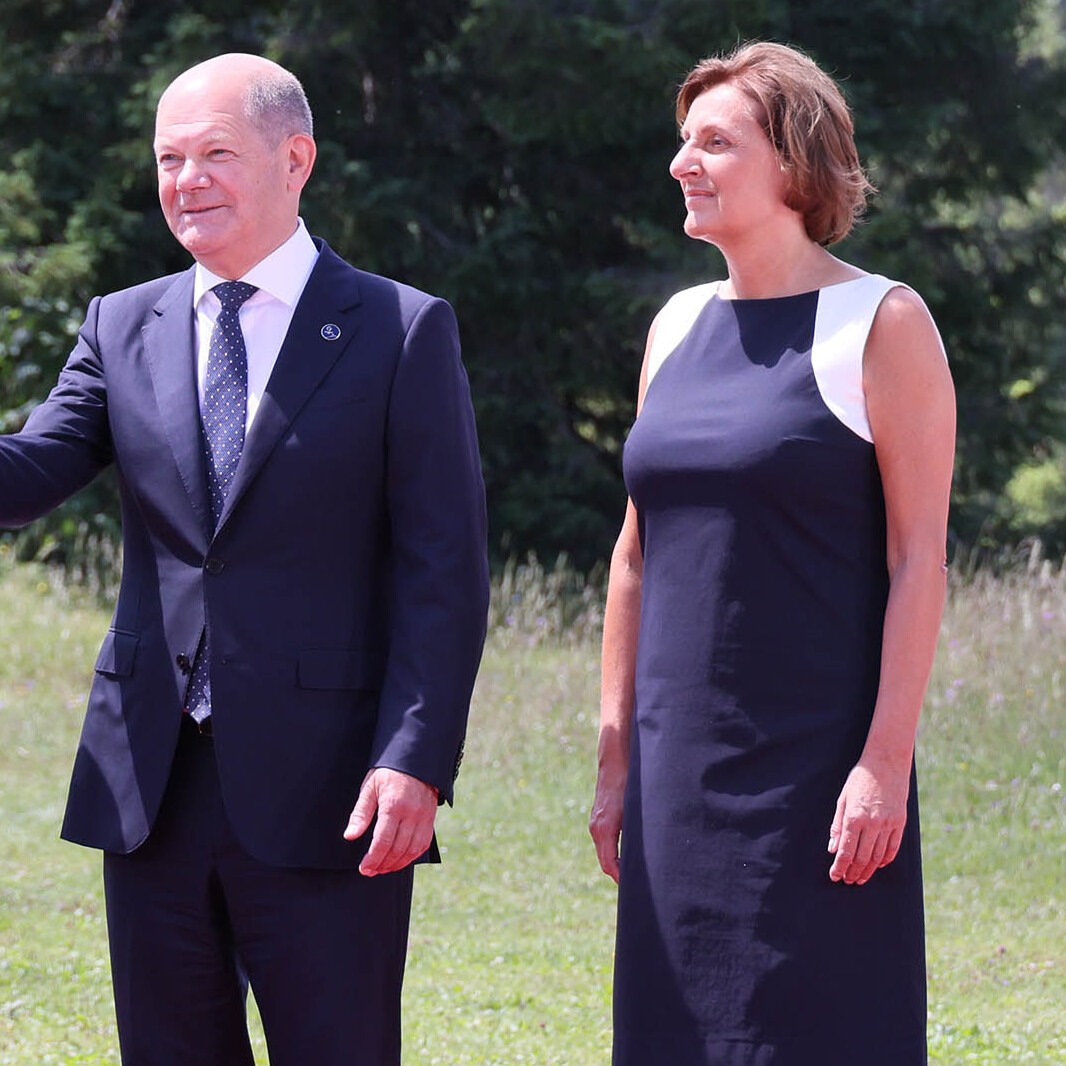
Олаф Шольц с Бриттой Эрнст на саммите G7 в 2022 году.